# Трифонов, Эдуард Николаевич
Эдуард Николаевич Трифонов (род. 23 марта 1966 года) — советский и российский игрок в хоккей с мячом и тренер, заслуженный мастер спорта России (2004).

Воспитанник северодвинского хоккея.

## Карьера
Игровая карьера прошла в двух клубах Архангельской области: «Север» (Северодвинск) и «Водник» (Архангельск).
Старший тренер «Водника» 2007—2010.
С 05 июля  2010 года главный тренер «Водника». По итогам сезона 2013/ 2014 года команда «Водник» занимает 5 место, после чего Э. Н. Трифонов покинул команду.
С 2016 по 2018 год — главный тренер команды «Динамо» (Москва).

## Достижения
Чемпион России (1996—2000, 2002—2005)

 Серебряный призёр чемпионата России (2001)

 Бронзовый призёр чемпионата России (1993)

 Обладатель Кубка СНГ (1992)

 Обладатель Кубка России (1994—1996, 2000, 2005)

 Финалист Кубка России (1993, 1997, 1999, 2001)

 Бронзовый призёр Кубка России (2002)

 Обладатель Кубка европейских чемпионов (2002—2004)

 Финалист Кубка европейских чемпионов (1996—1998, 2000, 2005)

 Обладатель Кубка мира (2003, 2004)

 Финалист Кубка мира (2002)

 Обладатель Чемпионского кубка Эдсбюна (2004)

 Обладатель Кубка мира по ринк-бенди (1990)

 Бронзовый призёр международного турнира на призы Правительства России (1996)
- В списке 22 лучших хоккеистов чемпионата России (1996)
- Лучший полузащитник сезона (1996)

### Статистика выступлений в чемпионатах СССР, СНГ, России
| Сезон     | Клуб                 | И   | М   | П  | О   |
| --------- | -------------------- | --- | --- | -- | --- |
| 1989/1990 | Водник (Архангельск) | 24  | 4   |    | 4   |
| 1990/1991 | Водник (Архангельск) | 25  | 5   |    | 5   |
| 1991/1992 | Водник (Архангельск) | 28  | 4   |    | 4   |
| 1992/1993 | Водник (Архангельск) | 26  | 2   |    | 2   |
| 1993/1994 | Водник (Архангельск) | 26  | 18  |    | 18  |
| 1994/1995 | Водник (Архангельск) | 23  | 5   |    | 5   |
| 1995/1996 | Водник (Архангельск) | 27  | 26  |    | 26  |
| 1996/1997 | Водник (Архангельск) | 26  | 13  |    | 13  |
| 1997/1998 | Водник (Архангельск) | 30  | 10  |    | 10  |
| 1998/1999 | Водник (Архангельск) | 28  | 17  |    | 17  |
| 1999/2000 | Водник (Архангельск) | 29  | 33  | 16 | 49  |
| 2000/2001 | Водник (Архангельск) | 25  | 25  | 7  | 32  |
| 2001/2002 | Водник (Архангельск) | 27  | 23  | 22 | 45  |
| 2002/2003 | Водник (Архангельск) | 27  | 14  | 11 | 25  |
| 2003/2004 | Водник (Архангельск) | 24  | 5   | 3  | 8   |
| 2004/2005 | Водник (Архангельск) | 23  | 1   | 0  | 1   |
| 2005/2006 | Водник (Архангельск) | 26  | 13  | 4  | 17  |
| 2006/2007 | Водник (Архангельск) | 28  | 6   | 6  | 12  |
| 2008/2009 | Водник (Архангельск) | 4   | 0   | 0  | 0   |
| 2009/2010 | Водник (Архангельск) | 25  | 2   | 4  | 6   |
| Всего     | 20 чемпионатов       | 501 | 226 | 73 | 299 |

Примечание: Статистика голевых передач ведется с сезона - 1999/2000.

### В чемпионатах СССР, СНГ, России забивал мячи в ворота 30 команд
```
 1.Север             = 22 мяча 16.Кузбасс              =  5
 2.Строитель         = 21      17-19.СКА-Свердловск    =  4
 3.Старт             = 18      17-19.Металлург Б.      =  4
 4.Локомотив О.      = 15      17-19.Уральский трубник =  4
 5-6.Динамо М        = 14      20-22.БСК               =  3
 5-6.Волга           = 14      20-22.Юность О.         =  3
 7-9.Зоркий          = 12      20-22.Мурман            =  3
 7-9.Родина          = 12      23-25.Саяны             =  2
 7-9.Байкал-Энергия  = 12      23-25.Вымпел            =  2
10.Североникель      = 10      23-25.Лесохимик         =  2
11.Енисей            =  9      26-30.Черемшан          =  1
12-13.Маяк           =  8      26-30.Подшипник         =  1
12-13.Динамо-Казань  =  8      26-30.Заря              =  1
14-15.Сибсельмаш     =  7      26-30.Знамя             =  1
14-15.Агрохим        =  7      26-30.ХК Боровичи       =  1
```

### В чемпионатах СССР, СНГ, России количество мячей в играх
по 1 мячу забивал  в 124 играх
 
по 2 мяча забивал  в  26 играх
  
по 3 мяча забивал  в  10 играх
  
по 4 мяча забивал  в   5 играх
 
Свои 226 мячей забросил в 165 играх, в 386 играх мячей не забивал.